# Carex villacensis
Carex villacensis är en halvgräsart som beskrevs av Georg Kükenthal. Carex villacensis ingår i släktet starrar, och familjen halvgräs. Inga underarter finns listade i Catalogue of Life.